# Microstigmatium unifasciatum
Microstigmatium unifasciatum is een keversoort uit de familie mierkevers (Cleridae). De wetenschappelijke naam van de soort is voor het eerst geldig gepubliceerd in 1899 door Kraatz.